# 婆羅洲仰鼻魨
婆羅洲仰鼻魨為輻鰭魚綱魨形目四齒魨亞目四齒魨科的其中一種，生活在淡水和半淡鹹水水域，分布於亞洲中南半島、中國、馬來西亞、印尼，體長可達28.5公分，棲息在底層水域，生活習性不明。